# IC 2484
IC 2484 је ознака објекта на координатама са ректансцензијом 9h 26m 50,3s и деклинацијом - 42° 50" 33'. Открио га је Луис Свифт, 22. јануара 1898. Каснијим посматрањима на том положају није уочен никакав астрономски објекат.